# Phyllophaga leporina
Phyllophaga leporina är en skalbaggsart som beskrevs av Wilhelm Ferdinand Erichson 1848. Phyllophaga leporina ingår i släktet Phyllophaga och familjen Melolonthidae. Inga underarter finns listade i Catalogue of Life.